# Vanderson
Carlos Vanderson Aguiar Silva (Santa Isabel do Pará, 22 de outubro de 1979), conhecido como Vanderson ou Vânderson,  é um ex-futebolista brasileiro que atuava como volante. Atualmente, é treinador.

## Carreira
Começou no Castanhal, em 1997, permanecendo no clube até 2001, quando se destacou e foi contratado pelo Paysandu, onde viveu momentos importantes, sendo campeão da Série B de 2001, da Copa Norte de 2002 e da Copa dos Campeões de 2002, participando da Copa Libertadores da América do ano seguinte.
Após uma passagem por empréstimo pelo Atlético-PR em 2004, foi vendido ao Juventude no mesmo ano, ficando até o final do mesmo. Retornou ao Paysandu e ficou por lá durante todo o ano de 2005. Em 2006, defendeu novamente o Juventude, dessa vez sem muito destaque. No segundo semestre, então, acertou com o Vitória.

### Vitória
Vindo de um clube de Série A, o Juventude, Vanderson chegou receoso ao rubro-negro de Salvador, que se encontrava na Série C do Campeonato Brasileiro. Sem nenhuma grande expectativa quanto a sua contratação, no momento mais delicado da história do clube, se destacou pela sua garra em campo e pelo seu temperamento, até então, explosivo.
Depois de ser fundamental para o time baiano ascender às Séries B e A, consecutivamente, do Brasileirão, Vanderson mudou muito seu estilo de jogo, se tornando muito mais suave e inteligente nos desarmes e entradas, não deixando de lado a sua garra característica.
O ano de 2008 foi o que o sacramentaria como ídolo da torcida rubro-negra. Muitos achavam que ele não era mais necessário ao time e que na Série A ele não teria espaço no elenco. Mas o pitbull, apelidado carinhosamente pela torcida e imprensa, mostrou que podia dar conta do recado. Vanderson foi um dos únicos jogadores do Leão que tem uma faixa com sua imagem exposta nas arquibancadas do Barradão, estádio do Vitória.
No dia 27 de julho de 2008, jogando contra o Atlético-MG, completou 100 partidas pelo Vitória. Neste dia, foi homenageado pela diretoria e torcida. O clube inclusive lançou uma camisa homenageado o volante, fazendo sucesso de venda em relação às outras camisas comemorativas.
| “ | No Vitória, até de porteiro eu trabalharia. Eu amo demais esse clube | ” |

Em 2009, após mais um campeonato como titular pelo rubro-negro, renovou seu contrato até o fim de 2010, jogando assim sua quarta temporada pelo clube. No primeiro semestre do ano, ajudou a equipe no tetracampeonato baiano e no vice-campeonato da Copa do Brasil, fato inédito na história do clube. Porém, no segundo semestre, foi rebaixado à Série B, o que culminou na renovação completa do elenco rubro-negro, fazendo com que Vanderson não tivesse seu contrato renovado.
Assim, 241 partidas oficiais depois, o jogador deixa o clube baiano.

### Retorno ao Paysandu
Para a temporada 2011, acertou seu segundo retorno ao Paysandu.
No primeiro dia de junho do mesmo ano, o volante Vanderson não chegou a um acordo com o clube e acertou sua dispensa na manhã. Porém, depois que o Roberto Fernandes foi demitido, em setembro de 2011, com seis jogadores seguindo o mesmo caminho, o Vanderson acertou um terceiro retorno ao Papão.
Em 2012, Vanderson atuando pelo Paysandu Sport Club pela Serie C, faz o gol que culminaria o acesso do clube à serie B. Em 2013, foi campeão paraense, ficando no clube até 2014, onde participou da equipe que jogou a final da Copa Verde daquele ano, bem como do campeonato paraense, sendo vice-campeão em ambas ocasiões. Saiu do Paysandu ao término do contrato, no fim do primeiro semestre.

### Final da Carreira
Em 2014, terminou o ano jogando no Castanhal. No ano de 2015, jogou pelo Cametá, marcando inclusive um gol contra o Paysandu - pouco comemorado pelo jogador. Vânderson ainda atuou pelo Democrata de Governador Valadares entre 2015 e 2016, antes de encerrar a carreira.

## Títulos
Paysandu
- Campeonato Brasileiro - Série B: 2001
- Copa dos Campeões: 2002
- Copa Norte: 2002
- Campeonato Paraense: 2001, 2002, 2005 e 2013

Vitória
- Campeonato Baiano: 2007, 2008, 2009 e 2010
- Campeonato do Nordeste: 2010

## Estatísticas
Atualizado até 19 de Dezembro de 2010.
| Vitória |    |   |    |   |     |   |   |   |   |   |     |   |
| 2006    | 0  | 0 | 0  | 0 | 22  | 0 | 0 | 0 | 0 | 0 | 22  | 0 |
| 2007    | 20 | 0 | 4  | 0 | 23  | 2 | 0 | 0 | 1 | 0 | 48  | 2 |
| 2008    | 16 | 0 | 3  | 0 | 31  | 0 | 0 | 0 | 1 | 0 | 51  | 0 |
| 2009    | 17 | 0 | 5  | 0 | 31  | 0 | 4 | 0 | 0 | 0 | 57  | 0 |
| 2010    | 16 | 0 | 10 | 0 | 29  | 0 | 2 | 0 | 6 | 1 | 63  | 1 |
| Total   | 69 | 0 | 22 | 0 | 136 | 2 | 6 | 0 | 8 | 1 | 241 | 3 |